# Катастрофа Let L-410 в Бандунду
Катастрофа Let L-410 Turbolet — авиационная катастрофа, произошедшая 25 августа 2010 года с самолётом Let L-410 Turbolet в провинции Бандунду, Демократическая Республика Конго.

## События
Самолёт, принадлежавший местной авиакомпании «Filair», следовал в город Бандунду из провинции Центральное Конго. Затем должен был отправиться в Киншасу, столицу страны. Катастрофа произошла над провинцией Бандунду около 12:00 по местному времени. В результате трагедии погибли 20 человек, один выжил.

## Причины
В октябре 2010 года стало известно о причине катастрофы. Единственный выживший человек дал показания, по которым удалось восстановить картину происшедшего. Один из пассажиров пытался провезти в салоне самолёта крокодила, который на момент посадки сбежал из сумки. На борту началась паника: люди ринулись к кабине пилотов. Из-за перегруза в носовой части самолёт потерял равновесие и рухнул на пустой дом в нескольких сотнях метрах от взлётно-посадочной полосы. Сам крокодил выжил, но был убит спасателями во время работ на месте крушения.

## Пассажиры и экипаж
На борту самолёта находились 18 пассажиров и трое членов экипажа. Выжил только один пассажир — гражданин Демократической Республики Конго.
| Гражданство                      | Количество пассажиров | Количество членов экипажа | Всего |
| -------------------------------- | --------------------- | ------------------------- | ----- |
| Демократическая Республика Конго | 18                    | 1                         | 19    |
| Бельгия                          | 0                     | 1                         | 1     |
| Великобритания                   | 0                     | 1                         | 1     |
| Всего                            | 18                    | 3                         | 21    |